# Atlétika az 1912. évi nyári olimpiai játékokon
Az 1912. évi nyári olimpiai játékokon az atlétikában 30 versenyszámban avattak bajnokot.

## Éremtáblázat
A táblázatban a rendező ország csapata és a magyar csapat eltérő háttérszínnel, az egyes számoszlopok legmagasabb értéke, vagy értékei vastagítással kiemelve.
| Az 1912. évi nyári olimpiai játékok éremtáblázata atlétikában | Az 1912. évi nyári olimpiai játékok éremtáblázata atlétikában | Az 1912. évi nyári olimpiai játékok éremtáblázata atlétikában | Az 1912. évi nyári olimpiai játékok éremtáblázata atlétikában | Az 1912. évi nyári olimpiai játékok éremtáblázata atlétikában | Olimpia  |
| ------------------------------------------------------------- | ------------------------------------------------------------- | ------------------------------------------------------------- | ------------------------------------------------------------- | ------------------------------------------------------------- | -------- |
|                                                               | Ország                                                        | Arany                                                         | Ezüst                                                         | Bronz                                                         | Összesen |
| 1.                                                            | Egyesült Államok (USA)                                        | 14                                                            | 14                                                            | 12                                                            | 40       |
| 2.                                                            | Finnország (FIN)                                              | 6                                                             | 4                                                             | 3                                                             | 13       |
| 3.                                                            | Svédország (SWE)                                              | 4                                                             | 5                                                             | 6                                                             | 15       |
| 4.                                                            | Nagy-Britannia (GBR)                                          | 2                                                             | 1                                                             | 5                                                             | 8        |
| 5.                                                            | Kanada (CAN)                                                  | 1                                                             | 2                                                             | 2                                                             | 5        |
| 6.                                                            | Dél-afrikai Unió (RSA)                                        | 1                                                             | 1                                                             | 0                                                             | 2        |
| 7.                                                            | Görögország (GRE)                                             | 1                                                             | 0                                                             | 1                                                             | 2        |
| 8.                                                            | Norvégia (NOR)                                                | 1                                                             | 0                                                             | 0                                                             | 1        |
|                                                               |                                                               |                                                               |                                                               |                                                               |          |
| 9.                                                            | Németország (GER)                                             | 0                                                             | 2                                                             | 0                                                             | 2        |
| 9.                                                            | Franciaország (FRA)                                           | 0                                                             | 2                                                             | 0                                                             | 2        |
|                                                               |                                                               |                                                               |                                                               |                                                               |          |
| 11.                                                           | Magyarország (HUN)                                            | 0                                                             | 0                                                             | 1                                                             | 1        |
| 11.                                                           | Olaszország (ITA)                                             | 0                                                             | 0                                                             | 1                                                             | 1        |
|                                                               |                                                               |                                                               |                                                               |                                                               |          |
| Összesen                                                      | Összesen                                                      | 30                                                            | 31                                                            | 31                                                            | 92       |

## Érmesek
| Az 1912. évi nyári olimpiai játékok érmesei férfi atlétikában |                                                                                                |            |                                                                                              |           | |           |
| Versenyszám                                                   | Arany                                                                                          | Arany      | Ezüst                                                                                        | Ezüst     | Bronz | Bronz     |
| 100 m                                                         | Ralph Craig · Egyesült Államok (USA)                                                           | 10,8       | Alvah Meyer · Egyesült Államok (USA)                                                         | 10,9      | Donald Lippincott · Egyesült Államok (USA)                                                                | 10,9      |
| 200 m                                                         | Ralph Craig · Egyesült Államok (USA)                                                           | 21,7       | Donald Lippincott · Egyesült Államok (USA)                                                   | 21,8      | William Applegarth · Nagy-Britannia (GBR)                                                                 | 22,0      |
| 400 m                                                         | Charles Reidpath · Egyesült Államok (USA)                                                      | 48,2 VCS   | Hanns Braun · Németország (GER)                                                              | 48,3      | Edward Lindberg · Egyesült Államok (USA)                                                                  | 48,4      |
| 800 m                                                         | Ted Meredith · Egyesült Államok (USA)                                                          | 1:51,9 VCS | Mel Sheppard · Egyesült Államok (USA)                                                        | 1:52,0    | Ira Davenport · Egyesült Államok (USA)                                                                    | 1:52,0    |
| 1500 m síkfutás                                               | Arnold Jackson · Nagy-Britannia (GBR)                                                          | 3:56,8 OR  | Abel Kiviat · Egyesült Államok (USA)                                                         | 3:56,9    | Norman Taber · Egyesült Államok (USA)                                                                     | 3:56,9    |
| 4 × 100 m                                                     | Nagy-Britannia (GBR) · David Jacobs · Henry Macintosh · Victor d’Arcy · William Applegarth     | 42,4       | Svédország (SWE) · Ivan Möller · Charles Luther · Ture Person · Knut Lindberg                | 42,6      | Nem adták ki                                                                                              | –         |
| 4 × 400 m                                                     | Egyesült Államok (USA) · Mel Sheppard · Edward Lindberg · Ted Meredith · Charles Reidpath      | 3:16,6 VCS | Franciaország (FRA) · Charles Poulenard · Pierre Failliot · Charles Lelong · Robert Schurrer | 3:20,7    | Nagy-Britannia (GBR) · Cyril Seedhouse · George Nicol · Ernest Henley · James Soutter                     | 3:23,2    |
| 3000 m futás csapat                                           | Egyesült Államok (USA) · Tell Berna · Norman Taber · George Bonhag · Abel Kiviat · Louis Scott | 9          | Svédország (SWE) · Thorild Olsson · Ernst Wide · Bror Fock · Nils Frykberg · John Zander     | 13        | Nagy-Britannia (GBR) · William Cottrill · George Hutson · Cyril Porter · Edward Owen · William Moore      | 23        |
| 5000 m síkfutás                                               | Hannes Kolehmainen · Finnország (FIN)                                                          | 14:36,6 WR | Jean Bouin · Franciaország (FRA)                                                             | 14:36,7   | George Hutson · Nagy-Britannia (GBR)                                                                      | 15:07,6   |
| 10 000 m síkfutás                                             | Hannes Kolehmainen · Finnország (FIN)                                                          | 31:20,8 WR | Lewis Tewanima · Egyesült Államok (USA)                                                      | 32:06,6   | Albin Stenroos · Finnország (FIN)                                                                         | 32:21,8   |
| Mezei futás                                                   | Hannes Kolehmainen · Finnország (FIN)                                                          | 45:11,6    | Hjalmar Andersson · Svédország (SWE)                                                         | 45:44,8   | John Eke · Svédország (SWE)                                                                               | 46:37,6   |
| Mezei futás csapat                                            | Svédország (SWE) · Hjalmar Andersson · John Eke · Josef Ternström                              | 10         | Finnország (FIN) · Hannes Kolehmainen · Jalmari Eskola · Albin Stenroos                      | 11        | Nagy-Britannia (GBR) · Frederick Hibbins · Ernest Glover · Thomas Humphreys                               | 49        |
| 110 m gát                                                     | Frederick Kelly · Egyesült Államok (USA)                                                       | 15,1       | James Wendell · Egyesült Államok (USA)                                                       | 15,2      | Martin Hawkins · Egyesült Államok (USA)                                                                   | 15,3      |
| 10 kilométeres gyaloglás                                      | George Goulding · Kanada (CAN)                                                                 | 46:28,4    | Ernest Webb · Nagy-Britannia (GBR)                                                           | 46:50,4   | Fernando Altimani · Olaszország (ITA)                                                                     | 47:37,6   |
| Maraton                                                       | Kenneth McArthur · Dél-afrikai Unió (RSA)                                                      | 2:36:54,8  | Christian Gitsham · Dél-afrikai Unió (RSA)                                                   | 2:37:52,0 | Gaston Strobino · Egyesült Államok (USA)                                                                  | 2:38:42,4 |
| Magasugrás                                                    | Alma Richards · Egyesült Államok (USA)                                                         | 1,93 m     | Hans Liesche · Németország (GER)                                                             | 1,91 m    | George Horine · Egyesült Államok (USA)                                                                    | 1,89 m    |
| Rúdugrás                                                      | Harry Babcock · Egyesült Államok (USA)                                                         | 3,95 m     | Frank Nelson · Egyesült Államok (USA) · Marc Wright · Egyesült Államok (USA)                 | 3,85      | Bertil Uggla · Svédország (SWE) · William Happenny · Kanada (CAN) · Frank Murphy · Egyesült Államok (USA) | 3,80 m    |
| Távolugrás                                                    | Albert Gutterson · Egyesült Államok (USA)                                                      | 7,60 m     | Calvin Bricker · Kanada (CAN)                                                                | 7,21 m    | Georg Åberg · Svédország (SWE)                                                                            | 7,18 m    |
| Hármasugrás                                                   | Gustaf Lindblom · Svédország (SWE)                                                             | 14,76 m    | Georg Åberg · Svédország (SWE)                                                               | 14,51 m   | Erik Almlöf · Svédország (SWE)                                                                            | 14,17 m   |
| Súlylökés                                                     | Patrick McDonald · Egyesült Államok (USA)                                                      | 15,34 m    | Ralph Rose · Egyesült Államok (USA)                                                          | 15,25 m   | Lawrence Whitney · Egyesült Államok (USA)                                                                 | 14,15 m   |
| Diszkoszvetés                                                 | Armas Taipale · Finnország (FIN)                                                               | 45,21 m    | Richard Byrd · Egyesült Államok (USA)                                                        | 42,32 m   | James Duncan · Egyesült Államok (USA)                                                                     | 42,28 m   |
| Kalapácsvetés                                                 | Matthew McGrath · Egyesült Államok (USA)                                                       | 54,74 m    | Duncan Gillis · Kanada (CAN)                                                                 | 48,39 m   | Clarence Childs · Egyesült Államok (USA)                                                                  | 48,17 m   |
| Gerelyhajítás                                                 | Eric Lemming · Svédország (SWE)                                                                | 60,64 m OR | Julius Saaristo · Finnország (FIN)                                                           | 58,66 m   | Kóczán Mór · Magyarország (HUN)                                                                           | 55,50 m   |
| Ötpróba                                                       | Ferdinand Bie · Norvégia (NOR)                                                                 | 16         | James Donahue · Egyesült Államok (USA)                                                       | 24        | Frank Lukeman · Kanada (CAN)                                                                              | 26        |
| Tízpróba                                                      | Hugo Weislander · Svédország (SWE)                                                             | 7724,495   | Charles Lomberg · Svédország (SWE)                                                           | 7413,510  | Gösta Holmér · Svédország (SWE)                                                                           | 7347,855  |
| Magasugrás helyből                                            | Platt Adams · Egyesült Államok (USA)                                                           | 1,63 m     | Benjamin Adams · Egyesült Államok (USA)                                                      | 1,60 m    | Konsztandínosz Ciklitírasz · Görögország (GRE)                                                            | 1,55 m    |
| Távolugrás helyből                                            | Konsztandínosz Ciklitírasz · Görögország (GRE)                                                 | 3,37 m     | Platt Adams · Egyesült Államok (USA)                                                         | 3,36 m    | Benjamin Adams · Egyesült Államok (USA)                                                                   | 3,28 m    |
| Súlylőkés, kétkezes                                           | Ralph Rose · Egyesült Államok (USA)                                                            | 27,70 m    | Patrick McDonald · Egyesült Államok (USA)                                                    | 27,53 m   | Elmer Niklander · Finnország (FIN)                                                                        | 27,14 m   |
| Diszkoszvetés, kétkezes                                       | Armas Taipale · Finnország (FIN)                                                               | 82,86 m    | Elmer Niklander · Finnország (FIN)                                                           | 77,96 m   | Emil Magnusson · Svédország (SWE)                                                                         | 77,37 m   |
| Gerelyhajítás, kétkezes                                       | Julius Saaristo · Finnország (FIN)                                                             | 109,42 m   | Väinö Siikaniemi · Finnország (FIN)                                                          | 101,13 m  | Urho Peltonen · Finnország (FIN)                                                                          | 100,24 m  |